# 國津比古命神社
國津比古命神社(くにつひこのみことじんじゃ)は、愛媛県松山市（旧北条市）八反地にある式内社。旧社格は、県社。古墳(國津比古命神社古墳:全長50m)の上に鎮座している。

## 概要
祭神は、饒速日命。天照国照彦天火明櫛玉饒速日尊(あまてるくにてるひこあめのほあかりくしたまにぎはやひのみこと)とも呼ばれる。国津比古命神社だが、天津神である。
宇麻志麻治命、物部阿佐利命(もののべのあさりのみこと)、誉田別命も祀られている。
櫛玉比賣命神社と対面している。地元では、両社を合わせて「風早宮大氏神(かざはやのみやおおうじがみ)」と呼ぶ。

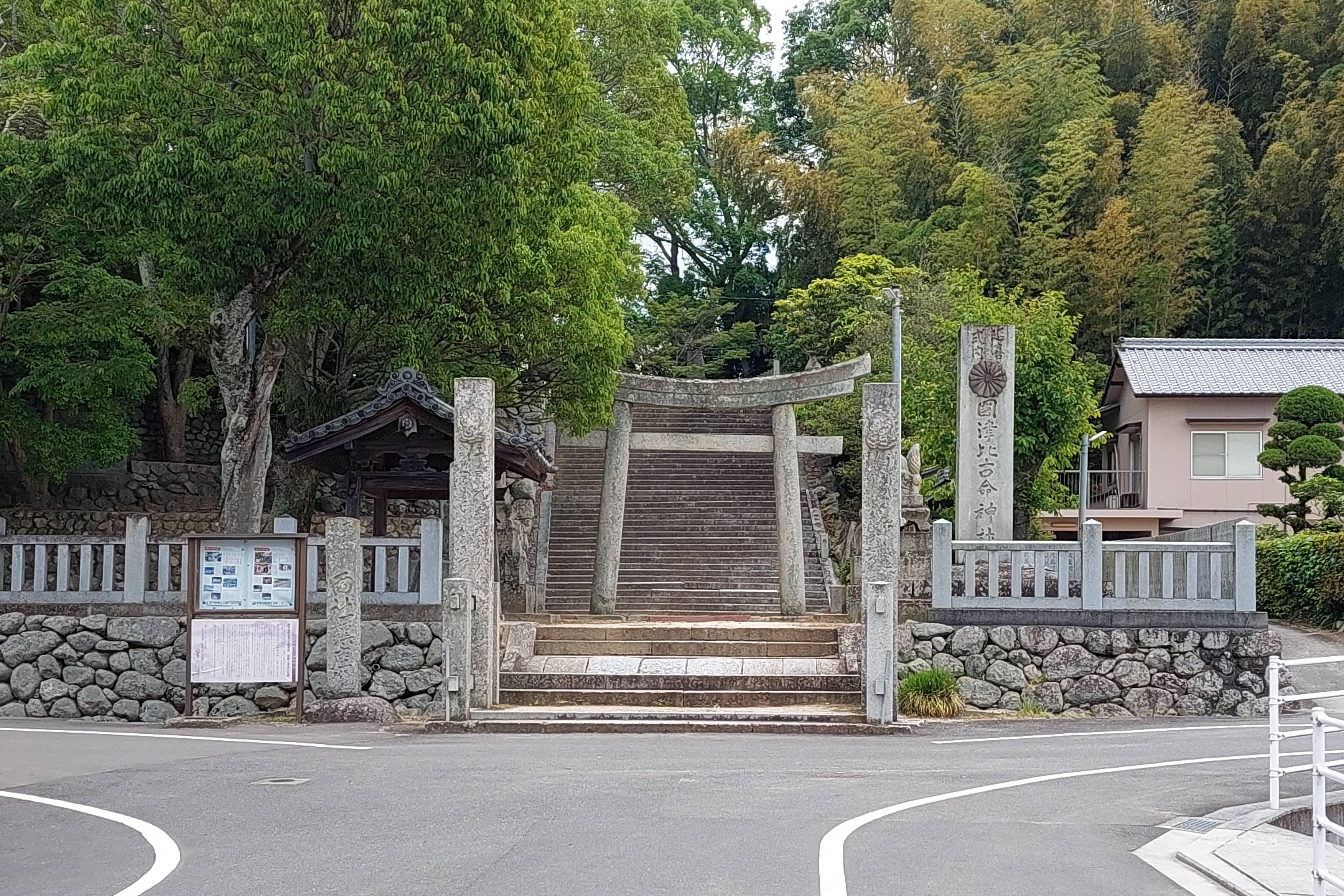
正面入口
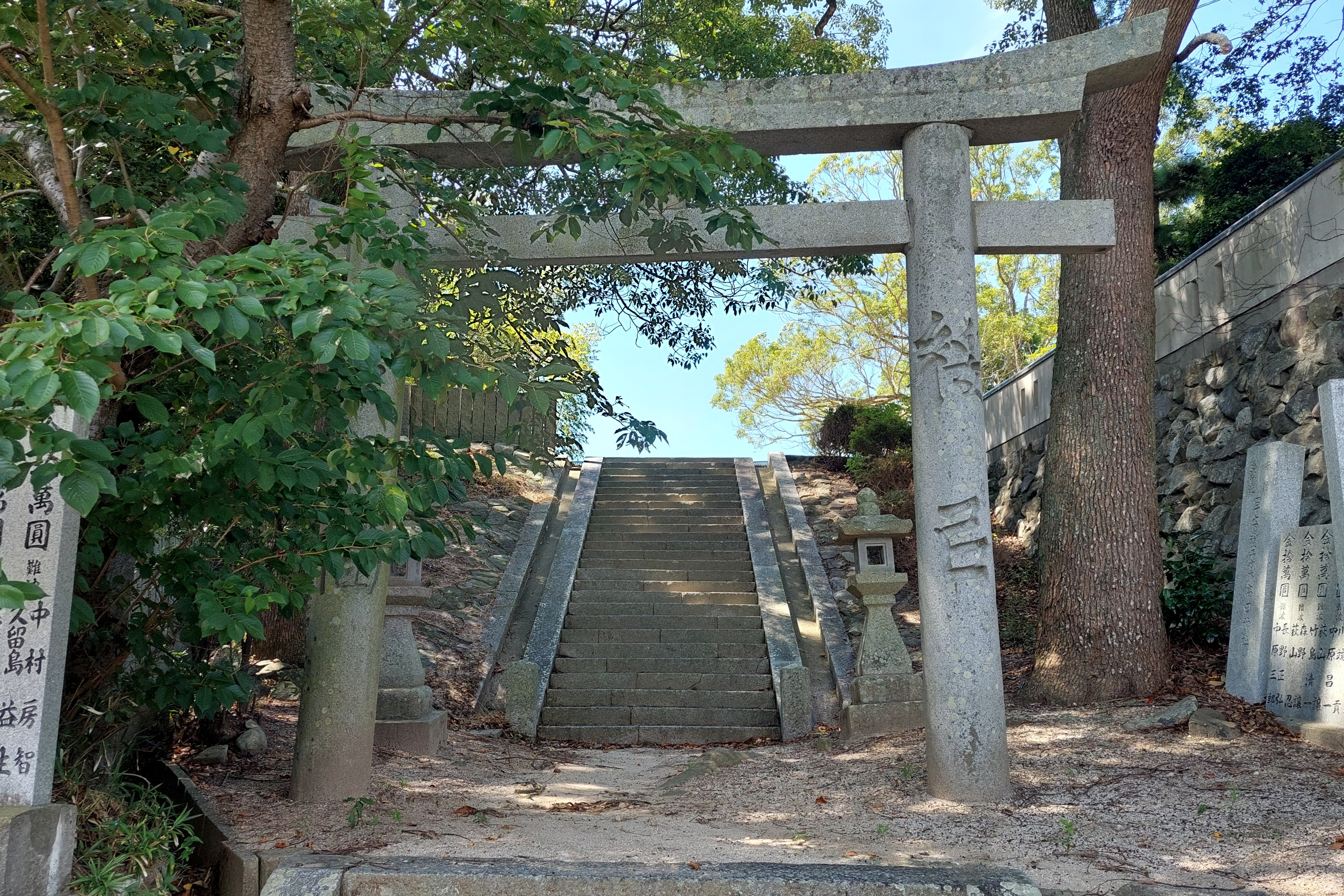
裏参道
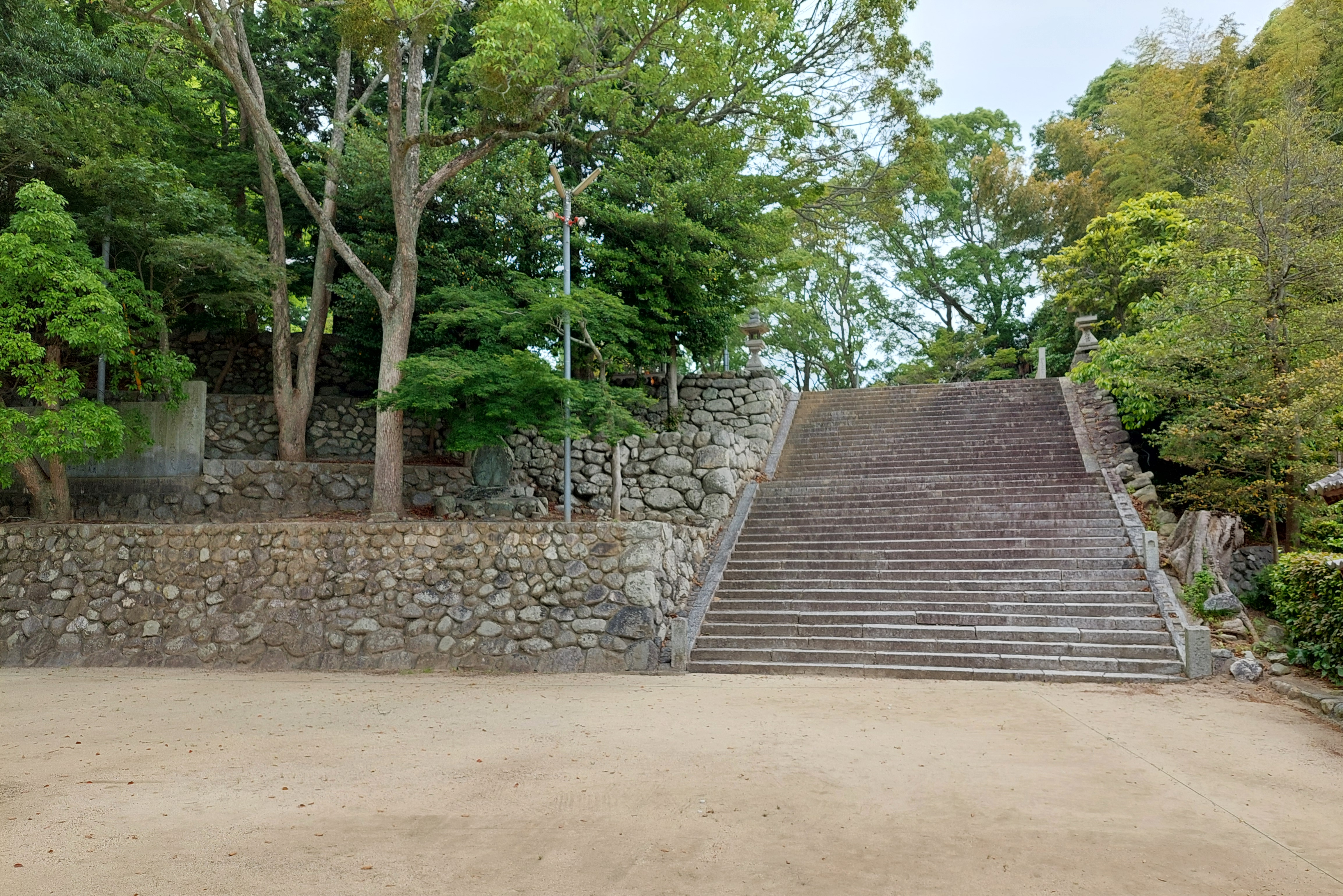
神輿落としが行われる石段
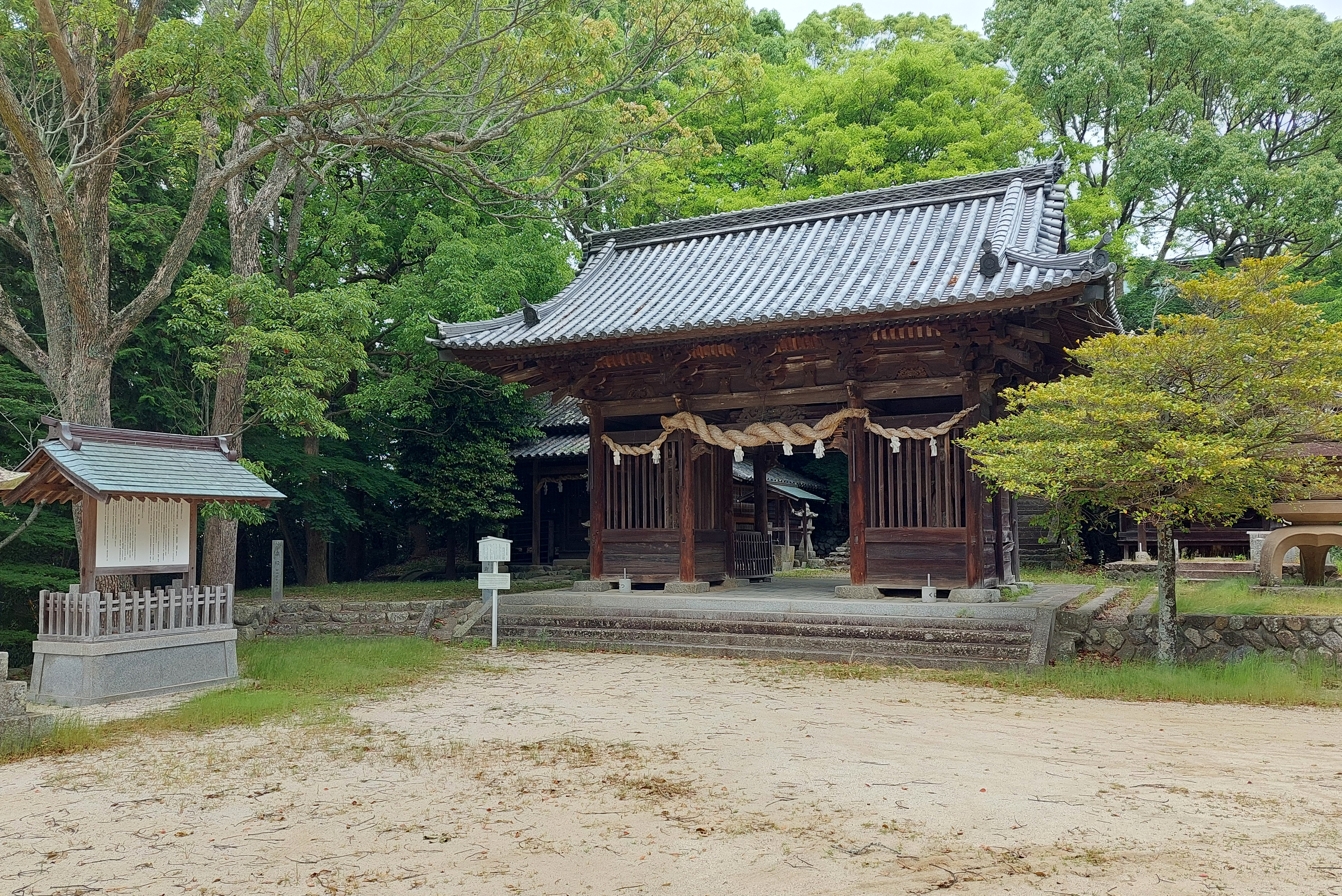
楼門（愛媛県指定有形文化財）
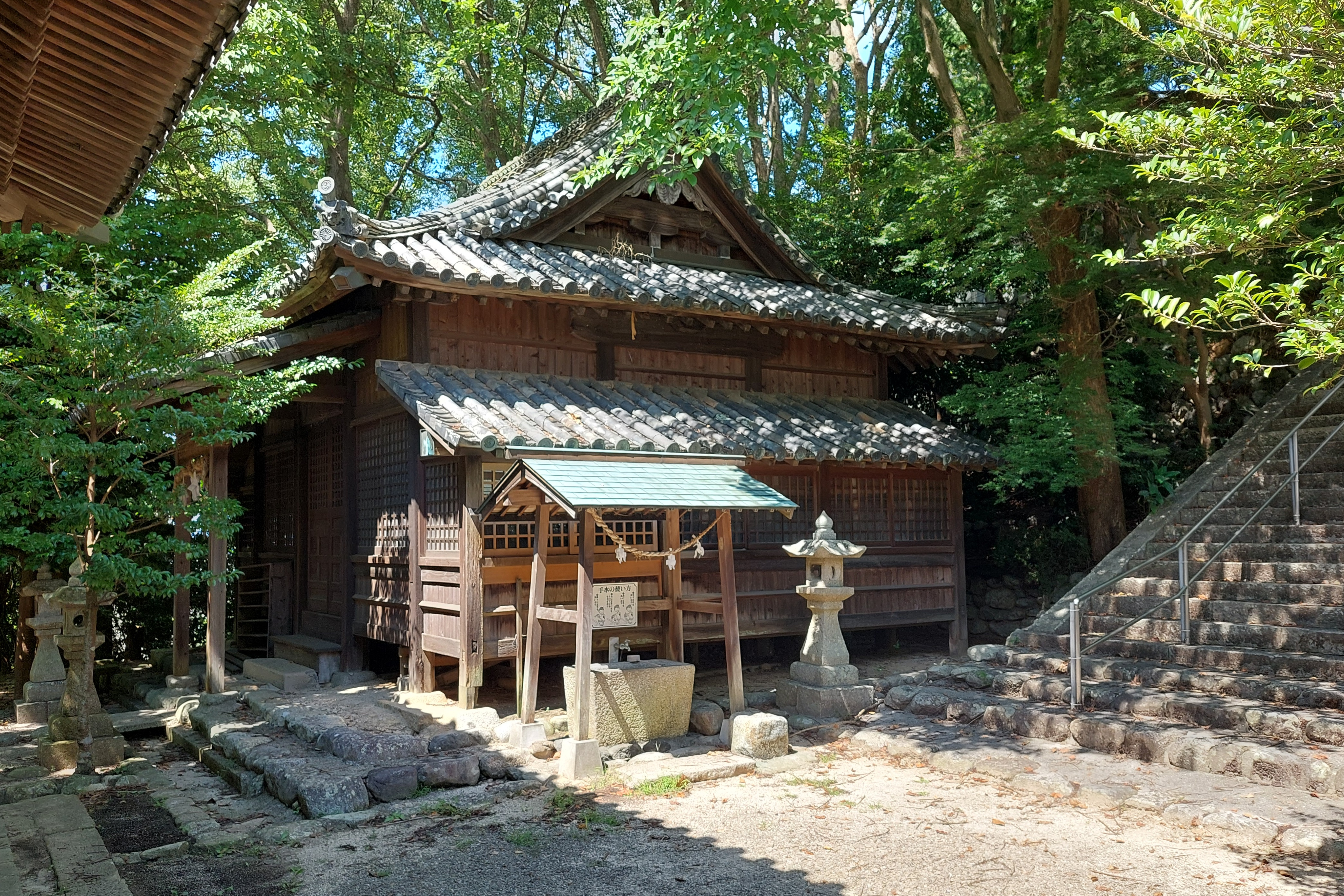
神楽殿
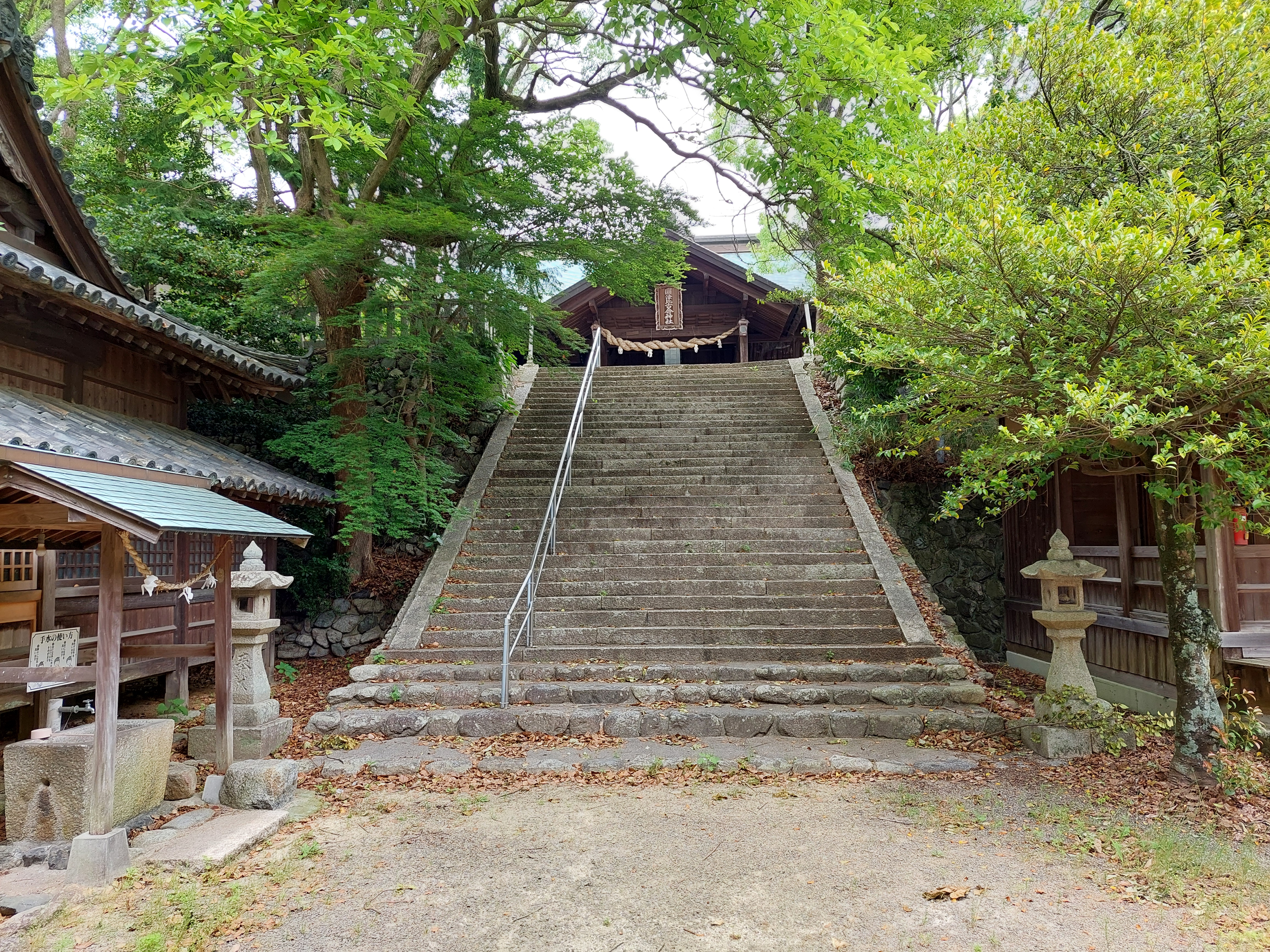
社殿に至る石段

## 境内社
- 金刀比羅宮(祭神:大物主神)
- 稲荷社(祭神:稲荷大神)

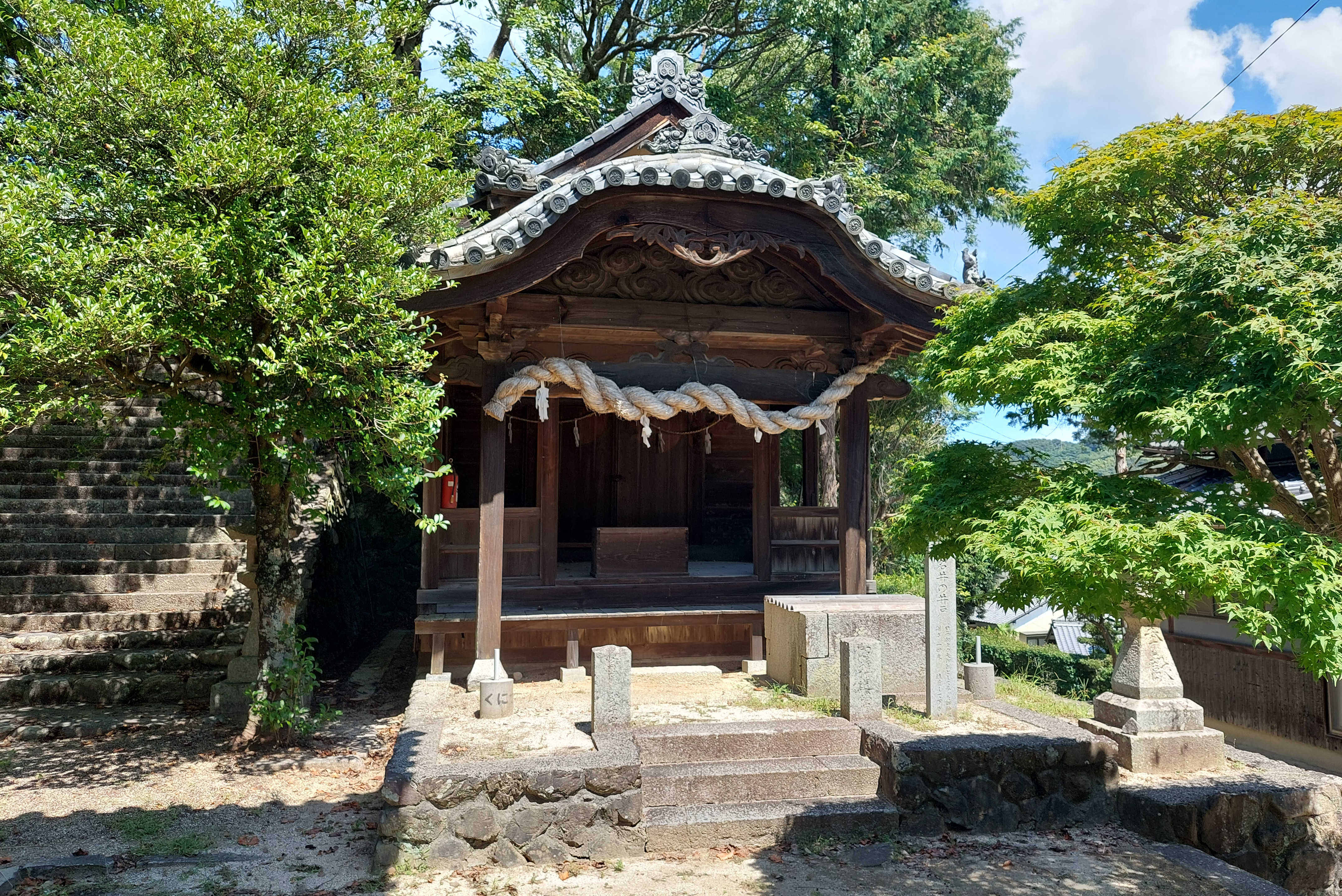
金刀比羅宮
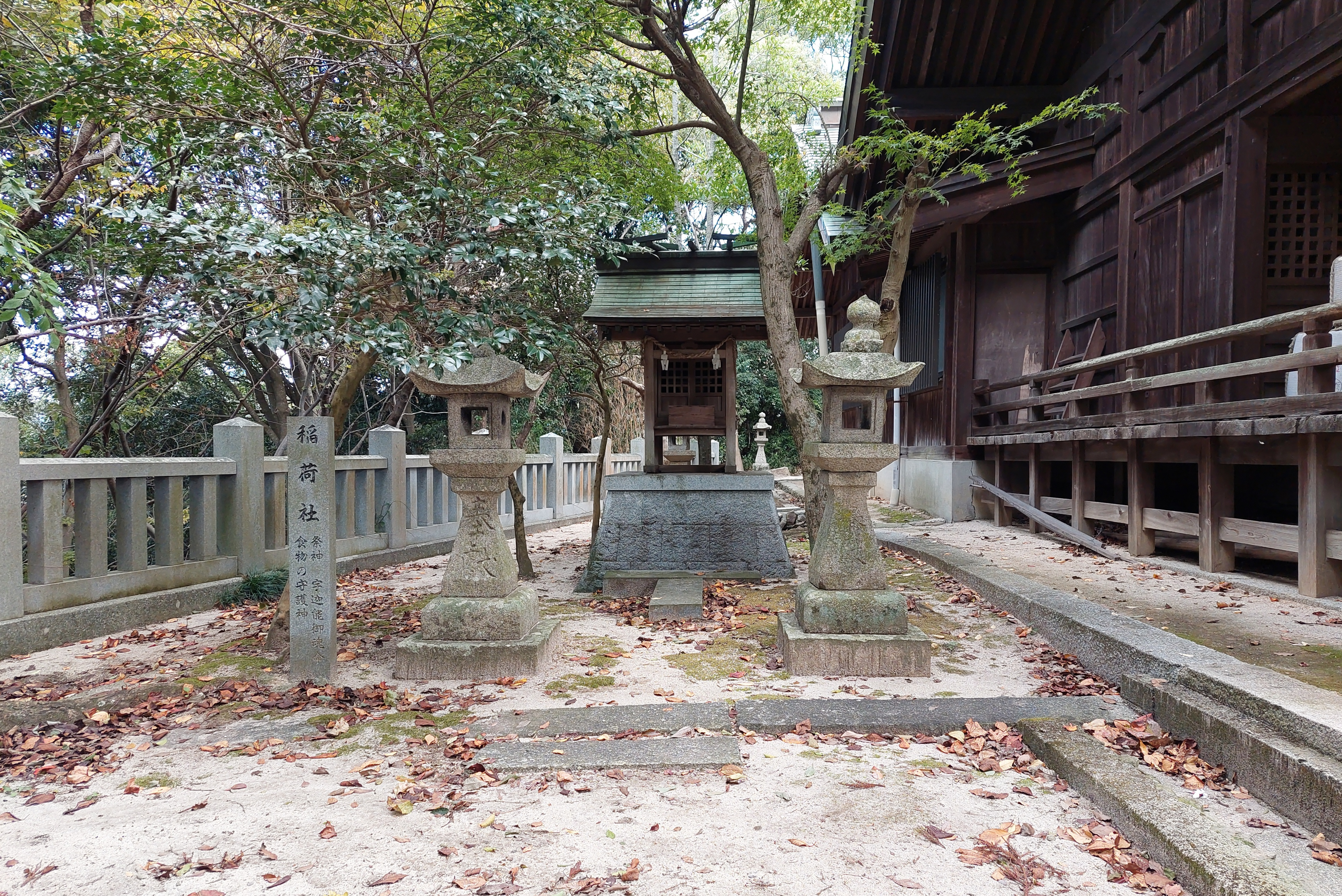
稲荷社

## 例祭
10月3連休の初日に御動座祭、2日目に神幸祭が行われる。
風早火事祭(かざはやのひのことまつり)と呼ばれ、石段から神輿を投げるという、日本三大荒神輿のひとつである。

## 文化財
- 楼門（愛媛県指定有形文化財）[2]